# الشيخوخة والمجتمع
للشيخوخة تأثير كبير على المجتمع. يميل الأشخاص من مختلف الأعمار، إلى التباين في العديد من الجوانب، مثل المسؤوليات القانونية والاجتماعية، والرؤى للحياة، وتصوراتهم الذاتية. يميل الشباب إلى الحصول على امتيازات قانونية أقل (إذا كانوا دون سن الرشد)، لذلك من المرجح أن يضغطوا من أجل التغيير السياسي والاجتماعي، لتطوير وتبني تكنولوجيات جديدة، واحتياجات التعليم. لكبار السن متطلبات مختلفة، من المجتمع والحكومة، وكثيرا ما يكون لهم قيم مختلفة، مثل حقوق الملكية والرواتب التقاعدية. من الأرجح أن يصوت كبار السن بشكل أكبر من الشباب، ويمنع الشباب من التصويت، في العديد من البلدان. ويتمتع كبار السن بالتالي، بنفوذ سياسي أكبر نسبيا، أو مختلف على الأقل.
ينظر للعمر ويعامل بشكل مختلف في المجتمعات المختلفة. يمكن قياس العمر بدءًا من الحمل أو الولادة، ويبدأ في سن صفر أو سنة واحدة. غالبًا ما تكون الفترات الانتقالية مثل بلوغ سن المراهقة، أو سن الرشد، أو التقاعد، ذات أهمية اجتماعية. تشير مفاهيم الشيخوخة الناجحة، والشيخوخة الصحية إلى الجوانب الاجتماعية والبدنية لعملية الشيخوخة.

## الاختلافات الثقافية
قد تشمل التقسيمات الاعتباطية التي وضعت لتحديد فترات العمر: الأحداث (عن طريق المهد، والطفولة، ومرحلة ما قبل البلوغ، والمراهقة)، ومرحلة البلوغ المبكرة، ومرحلة البلوغ المتوسطة، ومرحلة البلوغ المتأخرة. قد تشمل المصطلحات العَرَضية «المراهقين» و«عشريني» و«ثلاثيني».
عادة ما يقاس عمر الإنسان البالغ، بالسنوات الكاملة منذ يوم الولادة. يمكن استخدام السنوات الكسرية، أو الأشهر، أو حتى الأسابيع لوصف عمر الأطفال والرضع للحصول على درجة أكثر وضوحًا. لا يعتبر وقت الولادة من اليوم شائعا. توجد طرق أخرى للتعبير عن العمر، عند بعض الثقافات. تقيس بعض الثقافات العمر على سبيل المثال، من خلال حساب السنوات بما في ذلك السنة الحالية، بينما لا تحسب الثقافات الأخرى هذه السنة ضمن سنوات العمر. يمكن القول لنفس الشخص إنه في العشرين من عمره، أو إنه في السنة الحادية والعشرين من حياته. يستخدم التعبير السابق بشكل عام في اللغة الروسية، ويقيد التعبير الأخير الاستخدام: إذ يستخدم لسن الشخص المتوفى في سجل الوفيات، ولعمر الشخص البالغ عندما يطلب إظهاره/ها بعمر أكبر مما هو/هي عليه.
(تبدو المرأة من الناحية النفسية، في عامها العشرين أكبر سنًا من امرأة تبلغ من العمر 19 عامًا). قد لا تستخدم الثقافات الأخرى التي تعبر عن العمر بشكل مختلف، السنوات المنقضية منذ الولادة على الإطلاق. وفي ثقافة الإنويت كمثال، لا يحتفل بأعياد الميلاد لأن النضج لا يعبر عنه بالسنوات. ولا يحسب العمر بالسنوات المنقضية منذ الولادة، في ثقافة النافاجو يقاس العمر في هذه الحالة، من خلال بعض مؤشرات التطور في حياة الشخص، كأول مرة يضحك فيها.
لا يعرف معظم الأفراد في الثقافات التي لا تقيس العمر بالسنوات منذ الولادة، كم عمرهم بالسنوات. قد يجد الأشخاص في هذه الثقافات أهمية أكبر لجوانب أخرى من ولادتهم، مثل الفصل، أو الممارسات الزراعية، أو الروابط الروحية التي تحدث عند ولادتهم. قد تختار الثقافة أيضًا التأكيد بشكل أكبر، على نسب الأسرة من تأكيدها على العمر، كما هو الحال في مجتمع المايا. لن يحدد شخص من المايا مسؤولية الطفل، ومكانته من حيث العمر حسب السنوات، ولكن حسب الأقدمية النسبية للآخرين في الأسرة أو المجتمع بدلًا من ذلك.
الغرض الرئيسي من حساب العمر من ناحية عدد السنوات منذ الولادة، هو لملاءمة تجميع الأفراد حسب العمر، كما هو مطلوب في المجتمع الصناعي. أَخَذ في الحسبان كل من التعليم الإلزامي، والممارسات الطبية اللذان نتجا عن التصنيع، الحاجة إلى حساب العمر من حيث عدد السنوات منذ الولادة بشكل كبير. حتى في المجتمعات الغربية مثل الولايات المتحدة، لم يبدأ اعتبار العمر بعدد السنوات منذ الولادة حتى منتصف القرن التاسع عشر.
يمكن اعتبار الشيخوخة ظاهرة غير مرغوب بها، اعتمادًا على الفلسفة الثقافية والشخصية، إذ تقلل من الجمال، وتقرب من الموت، أو يمكن اعتبارها تراكمًا للحكمة، وعلامة للبقاء، ومكانة تستحق الاحترام. يكون العمر العددي في بعض الحالات مهمًا (سواء أكان جيدًا أم سيئًا)، بينما يرى آخرون أن المرحلة التي بلغها المرء (مرحلة البلوغ، والاستقلال، والزواج، والتقاعد، والنجاح الوظيفي) أكثر أهمية.
عادة ما يقاس العمر في فترة النمو قبل الولادة في عمر الحمل، مع أخذ الحيض الأخير للأم كنقطة بداية. ويمكن بدلًا من ذلك أن يؤخذ سن الإخصاب، بدءًا من الإخصاب.

## قانونيًا
تحدد معظم النظم القانونية، سنًا محددًا ليسمح للفرد أو ليلزم بالقيام بأنشطة معينة. تتضمن مواصفات العمر هذه سن التصويت، وسن الشرب، وسن الموافقة، وسن الرشد، وسن المسؤولية الجنائية، وسن الزواج، وسن الترشح، وسن التقاعد الإلزامي. قد يعتمد القبول في فيلم على سبيل المثال، على العمر وفقًا لنظام تصنيف الصور المتحركة. قد تخصم أجرة الحافلة للصغار أو كبار السن. لكل أمة، وحكومة، ومنظمة غير حكومية طرق مختلفة لتصنيف العمر.
إن الدفاع عن الطفولة في العديد من البلدان وفقًا للفقه القانوني، هو شكل من أشكال الدفاع يجادل فيه المدعي، أنه في الوقت الذي خرق به القانون، لم يكونوا مسؤولين قانونيًا عن أفعالهم، وبالتالي لا ينبغي اعتبارهم مسؤولين عن أي جريمة. تعترف العديد من المحاكم، بأن المدعى عليهم الذين يعتبرون أحداثًا، قد يتجنبون الملاحقة الجنائية بسبب سنهم، وفي الحالات الحدية، غالبًا ما يعتبر عمر الجاني ظرفًا مخففًا.

## سياسيًا
لكبار السن متطلبات مختلفة من المجتمع والحكومة، وغالبًا ما يمتلكون قيمًا مختلفة، مثل حقوق الملكية والرواتب التقاعدية. من الأرجح أن يصوت كبار السن بشكل أكبر من الشباب، ويمنع الشباب من التصويت، في العديد من البلدان. ويتمتع كبار السن بالتالي، بنفوذ سياسي أكبر نسبيًا، أو مختلف على الأقل.
يميل التعليم إلى فقدان الأهمية السياسية للناس الذين تقدموا في العمر.

## التكيف والرفاه
درس علماء النفس مهارات التكيف لدى كبار السن. اقترحت عوامل مختلفة، مثل الدعم الاجتماعي، والدين، والروحانية، والمشاركة النشطة في الحياة، والحصول على موضع داخلي للسيطرة، على أنها مفيدة في مساعدة الناس على التعامل مع أحداث الحياة المجهدة، في أواخر العمر. ربما يكون الدعم الاجتماعي، والسيطرة الذاتية، من أهم العوامل التي تتنبأ بالرفاه، ومعدلات الاعتلال، ومعدلات الوفيات لدى البالغين. تشمل العوامل الأخرى التي قد ترتبط بالرفاهية وجودة الحياة لدى كبار السن، العلاقات الاجتماعية (ربما العلاقات مع الحيوانات الأليفة كما العلاقات مع البشر)، والصحة.
قد يكون للتقاعد، وهو انتقال شائع يواجهه كبار السن، عواقب إيجابية وسلبية على حد سواء. أظهر الأفراد بمختلف الأجنحة، في منزل التقاعد نفسه، خطرًا أقل للوفاة، وارتفاع اليقظة، والصحة المقدرة ذاتيًا في الجناح، إذ كان للمقيمين سيطرة أكبر على بيئتهم، على الرغم من أن التحكم الشخصي قد يكون له تأثير أقل على تدابير محددة للصحة. تظهِر السيطرة الاجتماعية، وهي تصورات عن مدى تأثير الفرد على العلاقات الاجتماعية للشخص، الدعم كمتغير وسيط للعلاقة بين الدعم الاجتماعي، والصحة الجسمية عند كبار السن، وقد تؤثر إيجابًا في التعامل مع كبار السن.

## الدين
الدين عامل مهم يستخدمه المسنون في التعامل مع متطلبات أواخر العمر، ويظهر أكثر من أشكال التكيف الأخرى في وقت لاحق في الحياة. التورع هو متغير متعدد الأبعاد، في حين قد تنخفض المشاركة في الأنشطة الدينية بمعنى المشاركة في الطقوس الرسمية والمنظمة، وقد تصبح غير رسمية بشكل أكبر، لكنها تبقى جانبًا مهمًا في الحياة، مثل الصلاة الشخصية أو الخاصة.

## اقرأ أيضا
- العمر